# Hubert Hubert
Hubert Victor Henri Hubert (* 1. Oktober 1882 in Hazebrouck; † 25. Oktober 1914 in Lombardsijde, Middelkerke, Belgien) war ein französischer Turner.

## Leben und Karriere
Hubert turnte für den Verein Société de Gymnastique Le Fraternelle aus dem nordfranzösischen Faches-Thumesnil. Er nahm als Mitglied der französischen Turnriege an den Olympischen Sommerspielen 1908 in London teil, die den Mannschaftsmehrkampf auf dem fünften Rang unter acht teilnehmenden Nationen mit insgesamt 319 von 480 möglichen Punkten beendete. Der Mehrkampf bestand aus einer bis zu 30 Minuten dauernden Gruppenübung nach dem schwedischen System. Der 40-köpfigen Riege gehörten außerdem Léon Bogart, Albert Borizée, Nicolas Constant, Charles Courtois, Henri Debreyne, Louis Delattre, Alfred Delescluse, Louis Delescluse, Georges Demarle, Joseph Derou, Camille Desmarcheliers, Charles Desmarcheliers, Édmond Dharancy, Georges Donnet, Émile Duhamel, Albert Duponchelle, Paul Durin, Alphonse Eggremont, G. Guiot, Léon Hennebicque, Désiré Hudelo, Edmond Labitte, Louis Léstienne, Raymond Lis, Victor Magnier, Georges Nys, Joseph Parent, Alphonse Pinoy, Victor Polidori, Louis Poppe, Gustave Pottier, Louis Sandray, Édouard Schmoll, Émile Steffe, Émile Vercruysse, Hugo Vergin, Ernest Vicogne, Jules Walmée und Gustave Warlouzet an.
Hubert gehörte als Sergeant dem 151e régiment d’infanterie an und fiel bereits im Oktober 1914, drei Monate nach Ausbruch des Ersten Weltkriegs.